# Liste der Fluggesellschaften in Gambia
Dies ist eine Liste der Fluggesellschaften im westafrikanischen Staat Gambia.
Die Fluggesellschaft Mahfooz Aviation existiert noch, hat aber derzeit keine eigenen Flugzeuge und versucht neu zu starten. Die Gambia International Airlines existiert als Unternehmen noch, führt aber lediglich die Passagier- und Frachtabfertigung auf dem Flughafen Banjul International Airport durch und unterhält zurzeit keinen aktiven Flugdienst. 

## Liste der Fluggesellschaften
Die Quellenlage über historische gambische Fluggesellschaften ist äußerst schlecht. Die ehemalige Flottenstärke sowie der Verbleib der Flotten ist meist nicht belegt. Die angegebenen Zeiträume in dieser Liste sollten nur als eine grobe zeitliche Einordnung verstanden werden.
- Afrinat International Airlines (2002–2006) (ICAO:AFU; IATA:Q9)
- Air Dabia (1996–1998)
- Air Gambia (1990–1994)
- Air Teranga ?
- Atlantic Airlines (1995–1996)[2]
- Atlantic Express Airlines (2004–2006)
- Continental Wings (2002–2002) (ICAO:G9; IATA:CWG)
- Euro Atlantic Air (1993–1993)
- Express Tours (2002–2006)
- Gam-Air (1987–1987)
- Gambcrest Enterprises (1990–1992)
- Gambia Air Shuttle (1987–1987) (ICAO:GSK; IATA:GO)
- Gambia Airways (1995–1995)
- Gambia Bird (2012–2014)
- Gambia International Airlines (1996–2007) (ICAO:GC; IATA:GNR)
- Gambia New Millennium Air (auch: Millennium Air) (1999–2002) (ICAO:NML)
- Gambian Airlines (1996–1996)
- Ibis Air (2002–2002)
- Lennox Airlines (1991–1992)
- Mahfooz Aviation (1997–2009)
- RedAir (2002–2002)
- Slok Air Gambia (2004–2009) (ICAO:SO; IATA:OKS)
- Trans West African Airlines ?
- West African Link (2005)
- West African Link (2007)
- World Air Leasing (2004–2006)
- World Airline Gambia (1990–1991)